# 산좀잠자리
산좀잠자리(Sympetrum Pedemontanum pedemontanum)는 잠자리과(Libellulidae) 좀잠자리아과(Sympetrinae)에 속하는 곤충으로, 주로 낮은 산이나 산기슭에서 물이 느리게 흐르는 곳에 서식한다.

## 특징
활동시기는 7월 초에서 10월까지이며, 몸 길이는 배 23mm 내외이며, 뒷날개는 28mm 내외이다. 날개이 바깥쪽에 넓은 갈색의 띠무늬가 있다. 가슴 등판의 앞쪽은 엷은 갈색, 옆면은 노란색이며 배의 오렌지색은 완전히 성숙하면 붉은 색으로 변한다.

## 분포
유럽에서부터 중앙아시아를 거쳐 일본까지 분포한다.